# Dong Jie
Pour les articles homonymes, voir Dong.
Dong Jie (en chinois : 董洁) est une nageuse chinoise née le 31 octobre 1998 à Huai'an. Elle a remporté la médaille d'or du relais 4 × 200 m nage libre féminin aux Jeux olympiques d'été de 2020 à Tokyo.